# Тимощенко Павло Юрійович
Павло́ Ю́рійович Тимо́щенко (нар. 13 жовтня 1986, м. Київ) — український п'ятиборець, срібний призер Олімпійських ігор 2016 року, чемпіон світу. Заслужений майстер спорту України.

## Життєпис
Вихованець комплексної СДЮШОР «Динамо» м. Києва. Закінчив Київський національний університет внутрішніх справ, правознавець. Виступає за ФСТ «Динамо» України, представляв Київську міську школу вищої спортивної майстерності. Перший тренер — Юрій Тимощенко — батько.

## Спортивні досягнення
- в листопаді 2015-го на конгресі Міжнародного союзу сучасного п'ятиборства (UIPM), Тайвань, визнаний спортсменом року серед п'ятиборців.
- чемпіон світу з сучасного п'ятиборства (липень 2015, Берлін).
- срібний призер чемпіонатів світу 2008 р. (у команді) та 2010 р. (в міксті), Кубків світу (2008, 2009), переможець етапу Кубку світу (2011), срібний призер етапу Кубку світу (2012).
- багаторазовий призер чемпіонатів Європи, абсолютний чемпіон України (2012).
- учасник Олімпіади-2008 (сьоме місце).
- Друге місце на першому етапі Кубка світу з сучасного п'ятиборства в Лос-Анджелесі (25 лютого 2017 р.)[1].

### Виступи на Олімпіадах
| Олімпіада   | Дисципліна           | Результат | Місце |
| Пекін 2008  | Сучасне п'ятиборство | 5436      | 7     |
| Лондон 2012 | Сучасне п'ятиборство | 5524      | 23    |
| Ріо 2016    | Сучасне п'ятиборство | 1472      | 2     |
| Токіо 2020  | Сучасне п'ятиборство | 1427      | 15    |

## Державні нагороди

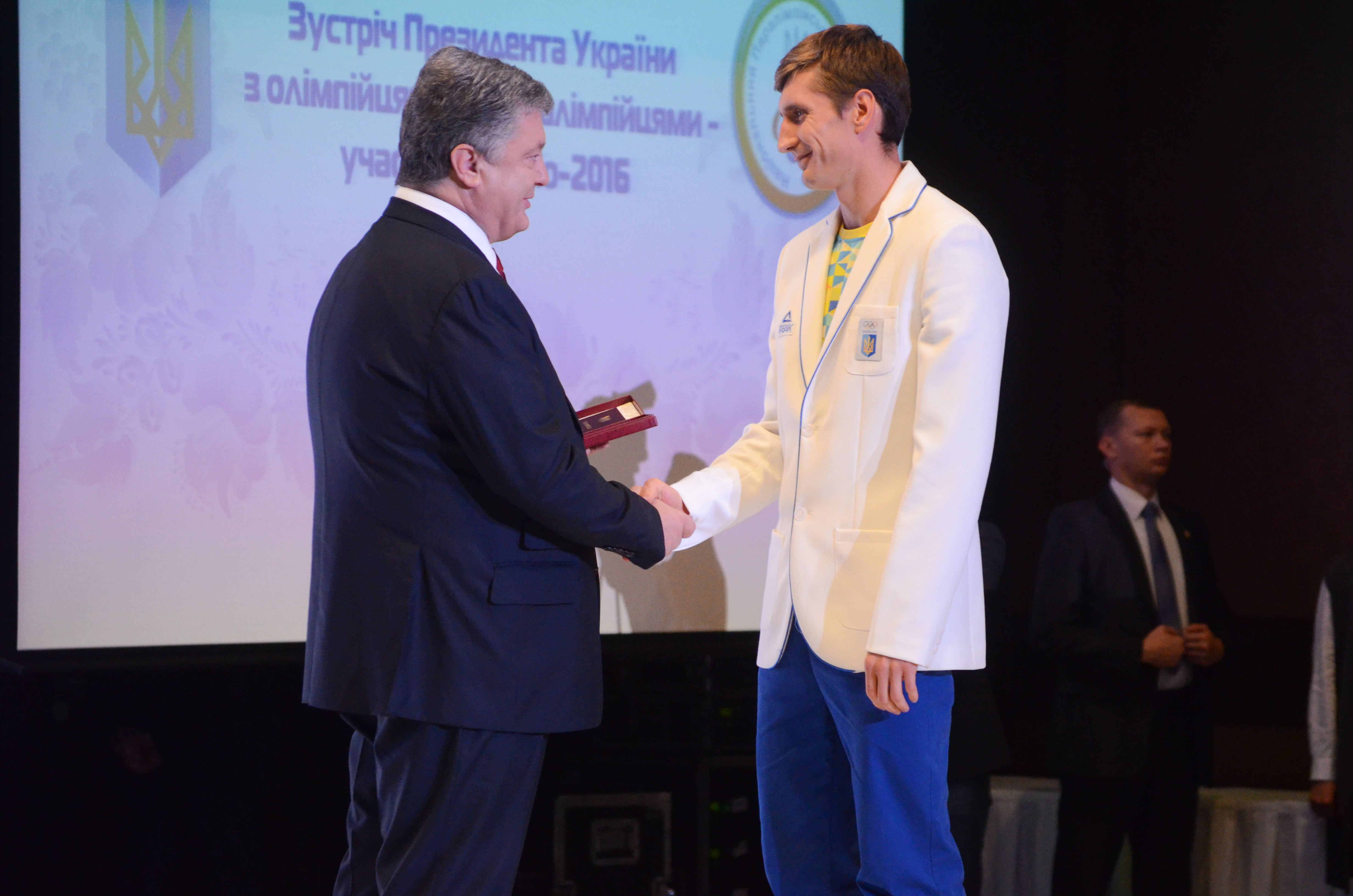
Павло Тимощенко отримує Орден «За заслуги» III ст.

- Орден «За заслуги» III ст. (4 жовтня 2016) —За досягнення високих спортивних результатів на Іграх ХХХІ Олімпіади 2016 року в місті Ріо-де-Жанейро (Федеративна Республіка Бразилія), виявлені мужність, самовідданість та волю до перемоги, утвердження міжнародного авторитету України[2]

## Захоплення
Книжки